# المتلازمة الالتهابية متعددة الأجهزة عند الأطفال
المتلازمة الالتهابية متعددة الأجهزة عند الأطفال (بالإنجليزية: Multisystem inflammatory syndrome in children)‏، أو متلازمة الالتهاب متعدد الأجهزة لدى الأطفال (بالإنجليزية: paediatric multisystem inflammatory syndrome)، هي اضطراب جهازي نادر يشتمل على حمى مستمرة والتهاب شديد تالي للتعرض لسارس-كوفيد-2، وهو الفيروس المسؤول عن كوفيد-19. يمكن أن تؤدي الإصابة بهذه المتلازمة بسرعة إلى حالات طبية طارئة كعدم كفاية تدفق الدم حول الجسم مثلًا (حالة تعرف باسم الصدمة). يمكن أن يحدث فشل واحد أو أكثر من الأعضاء. علامة الخطر هي حمى مستمرة غير مبررة مصحوبة بأعراض حادة بعد التعرض لكوفيد-19. إن الإحالة العاجلة إلى اختصاصيي الأطفال ضرورية، وتحتاج العائلات لطلب المساعدة الطبية العاجلة. سوف يحتاج الأطفال الأكثر تضررًا إلى عناية مركزة.
إلى جانب الحمى المستمرة، غالبًا ما تشمل الأعراض الأولى ألمًا حادًا في البطن مصحوبًا بإسهال أو قيء. تتكرر آلام العضلات والإرهاق العام، بالإضافة إلى أن انخفاض ضغط الدم شائع أيضًا. تشمل الأعراض الأخرى أحيانًا تورد العين والطفح الجلدي وتضخم الغدد الليمفاوية وتورم اليدين والقدمين ومظهر لسان الفراولة. يمكن أن تحدث اضطرابات عقلية مختلفة. قد تحدث عاصفة خلوية، يقوم فيها الجهاز المناعي الفطري للطفل باستجابة التهابية مفرطة وغير منضبطة. فشل القلب شائع، وقد أُبلغ عن التهاب في عضلة القلب. يمكن أن تشتمل المضاعفات السريرية على تلف عضلة القلب وضيق التنفس وإصابة الكلى الحادة وزيادة تخثر الدم. يمكن أن تحدث تشوهات في الشريان التاجي (تتراوح من التوسع إلى تمدد الأوعية الدموية).
ثبت أن هذا المرض الذي يهدد الحياة قاتل في أقل من 2% من الحالات المبلغ عنها. التعرف المبكر والاهتمام المتخصص الفوري ضروريان. استُخدمت العلاجات المضادة للالتهابات، مع تسجيل استجابات جيدة للجلوبيولين المناعي الوريدي، مع أو بدون الكورتيكوستيرويدات. غالبًا ما نحتاج إلى الأكسجين. الرعاية الداعمة هي مفتاح علاج المضاعفات السريرية. يعيش معظم الأطفال الذين يتلقون رعاية طبية متخصصة.
تتطور معرفة هذه المتلازمة الموصوفة حديثًا بسرعة. قد تبدو المظاهر السريرية مشابهة إلى حد ما لمرض كاواساكي، وهو مرض نادر مجهول المنشأ يصيب عادة الأطفال الصغار، حيث تلتهب الأوعية الدموية في جميع أنحاء الجسم. يمكن أن تظهر أيضًا سمات حالات التهابية خطيرة أخرى في الطفولة، بما في ذلك الصدمة السامة ومتلازمات تنشيط البلاعم. ومع ذلك، يبدو أنه متلازمة منفصلة. يميل الأطفال الأكبر سنًا إلى الإصابة.
عُرفت هذه الحالة الناشئة بشكل مختلف قليلًا (باستخدام أسماء مختلفة)، من قبل منظمة الصحة العالمية (دبليو إتش أوه). الكلية الملكية لطب الأطفال وصحة الطفل (آي سي بّي سي إتش)، ومراكز السيطرة على الأمراض والوقاية منها (سي دي سي). على الرغم من أنه يعتقد أن الحالة تتبع العدوى الفيروسية لسارس-كوفيد-2، لكن اختبارات المستضدات أو الأجسام المضادة ليست إيجابية دائمًا. استبعاد الأسباب البديلة، بما في ذلك العدوى البكتيرية وغيرها، أمر ضروري للتشخيص التفريقي. قُدمت بعض الإرشادات السريرية العامة من قبل (آر سي بّي سي إتش). المعاهد الوطنية للصحة، الكلية الأمريكية لأمراض الروماتيزم، والأكاديمية الأمريكية لطب الأطفال.
أُبلغ عن مجموعات من الحالات الجديدة بعد 2-6 أسابيع من الذروة المحلية في انتقال الفيروس. يُعتقد أن سبب المرض هو آلية بيولوجية متأخرة في بعض الأطفال المعرضين للإصابة. صنف المركز الأوروبي للوقاية من الأمراض ومكافحتها (إي سي دي سي) المخاطر التي يتعرض لها الأطفال في أوروبا على أنها منخفضة بشكل عام، استنادًا إلى احتمال منخفض جدًا إصابة الطفل بهذا المرض عالي التأثير. فيما يتعلق بالعرق، يبدو أن الحالة تؤثر على المزيد من الأطفال من أصل أفريقي، أو أفريقي كاريبي، ومن أصل إسباني، بينما يؤثر مرض كاواساكي على المزيد من أصول شرق آسيا. تناولت التقارير الأولية الأطفال في أجزاء مختلفة من أوروبا والولايات المتحدة، ومن غير الواضح إلى أي مدى لم يجري التعرف على الحالة في مكان آخر. ظهرت أخبار منذ ذلك الحين عن حالات في دول أخرى، بما في ذلك الهند، وباكستان، وكازاخستان، وإيران، وإسرائيل، والجزائر، وجنوب إفريقيا، وعبر أمريكا اللاتينية. أُبلغ أيضًا عن حالة مماثلة لدى بعض البالغين.

## الاسم
سُمي الاضطراب بأسماء مختلفة:
- متلازمة الالتهاب متعدد الأجهزة لدى الأطفال (بّي إم آي إس).
- متلازمة الالتهاب متعدد الأجهزة عند الأطفال (إم آي إس-سي).[8]
- متلازمة الالتهاب متعدد الأجهزة (إم آي إس) عند الأطفال والمراهقين المرتبطة مؤقتًا بكوفيد-19.
- متلازمة الالتهاب متعدد الأجهزة لدى الأطفال (بّي آي إم إس).[10]
- المتلازمة الالتهابية متعددة الأجهزة عند الأطفال، المرتبطة مؤقتًا بعدوى سارس-كوفيد-2 (بّي آي إم إس-تي إس).[11]

## خلفية
كانت الحالات المصحوبة بأعراض كوفيد-19 عند الأطفال غير شائعة نسبيًا، ربما لأنهم عمومًا يعانون من أعراض أكثر اعتدالًا. تميل العدوى المبكرة إلى أن تكون مصحوبة بأعراض خفيفة أو بدون أعراض، وحتى المرحلة الرئوية المتأخرة والتي يمكن أن تكون مهددة للحياة عند البالغين عادة ما تكون خفيفة أو غائبة. في حين أن حالات الأطفال الذين يعانون من أعراض حادة تعتبر استثنائية، إلا أنهم قد يحتاجون أحيانًا إلى عناية مركزة، الوفيات نادرة.
في أبريل 2020، عُثر على مجموعة صغيرة من الأطفال الذين لديهم دليل على الإصابة بسارس-كوفيد-2 أو التعرض لكوفيد-19 من أجل إظهار سمات إكلينيكية تتوافق مع المعايير التشخيصية لمرض كاواساكي، مصحوبة أحيانًا بالصدمة. مرض كاواساكي هو متلازمة نادرة تؤثر بشكل رئيسي على الأطفال الصغار (أُبلغ عن ظهور البالغين في بعض الأحيان). وهو شكل من أشكال التهاب الأوعية الدموية، حيث تلتهب الأوعية الدموية في جميع أنحاء الجسم، وينتج عنه حمى مستمرة. عادةً ما يحدث التعافي تلقائيًا، على الرغم من أن بعض الأطفال يصابون لاحقًا بتمدد الأوعية الدموية في الشريان التاجي متوسط الحجم أو العملاق في القلب - وهو من المضاعفات المميتة المحتملة. تظهر أحيانًا أعراض الصدمة السمية (متلازمة تسببها السموم البكتيرية)- وهي رابطة يشار إليها أحيانًا باسم متلازمة صدمة كاواساكي، والتي تتميز بانخفاض ضغط الدم الانقباضي أو علامات ضعف التروية. في حين أن السبب الدقيق لمرض كاواساكي غير معروف، إلا أن أحد التفسيرات المعقولة هو أنه قد ينجم عن عدوى تسبب استجابة مناعة ذاتية و/أو التهاب ذاتي لدى الأطفال الذين لديهم استعداد وراثي. لا يوجد اختبار تشخيصي محدد لمرض كاواساكي، ويعتمد التعرف عليه على مجموعات مختلفة من النتائج السريرية والمخبرية (بما في ذلك الحمى المستمرة والطفح الجلدي المنتشر وتضخم الغدد الليمفاوية والتهاب الملتحمة والتغيرات في الأغشية المخاطية وتورم اليدين والقدمين).

## علامات مميزة
بّي آي إم إس-تي إس/ إم آي إس-سي هو اضطراب جهازي يشتمل على حمى مستمرة، والتهاب شديد (التهاب مفرط)، واختلال وظيفي في الأعضاء، وهو مرتبط مؤقتًا بالتعرض لكوفيد-19. قد يتأخر ظهور عدوى سارس-كوفيد-2 أو قد تمر بدون أعراض. جرت مناقشة الوقت الذي تستغرقه المتلازمة للظهور بعد العدوى الفيروسية الأولية، على الرغم من أنها قد تتطور بين الأسبوع الأول والثاني. تشير البيانات الوبائية إلى أن التعرف على المرض قد يتأخر عادة لمدة 2-6 أسابيع، وعادة من 3-4 أسابيع. بحلول وقت الفحص، غالبًا ما يكون الأطفال قد طوروا أجسامًا مضادة لسارس-كوفيد-2، ولكن اختبار الفيروس سلبيًا في آر تي-بي سي آر.
قد تتطابق الحالة مع بعض أو كل معايير التشخيص لمرض كاواساكي (أي الأنواع الفرعية المكتملة أو غير المكتملة/غير النمطية)، أو لمتلازمة صدمة مرض كاواساكي. تميل إلى التأثير على جميع الفئات العمرية للأطفال، بدءًا من الطفولة إلى المراهقة. ويمكنه أيضًا مشاركة السمات السريرية مع الحالات الالتهابية الأخرى لدى الأطفال، بما في ذلك متلازمة الصدمة السمية، وكثرة الكريات اللمفاوية الدموية الثانوية أو متلازمة تنشيط البلاعم. سُجلت عدوى مرافقة مع مسببات الأمراض الأخرى.
يصاب الأطفال المصابون دائمًا بالحمى المستمرة. تختلف السمات السريرية الأخرى في العرض. على عكس كوفيد-19 الحاد، يعاني معظم الأطفال من أعراض معدية معوية، كالإسهال والقيء وآلام شديدة في البطن (تكون أحيانًا شديدة بما يكفي للإيحاء بالتهاب الزائدة الدودية). آلام العضلات ومشاعر التعب والضعف الجسدي العام هي أيضًا شائعة جدًا. بعض الأعراض التي تشبه كاواساكي التي قد تكون موجودة (خاصة عند الأطفال دون سن الخامسة) تشتمل على تغيرات مخاطية حول الفم (لسان الفراولة، وتشقق الشفاه.. إلخ)، بالإضافة إلى احمرار العين (التهاب الملتحمة بدون صديد) طفح جلدي (يتوافق مع التهاب الأوعية الدموية الكريات البيض) واحمرار أو تورم اليدين والقدمين وتضخم الغدد الليمفاوية. قد يكون هناك ألم في الصدر أو الرقبة. أُبلغ عن صداع شديد وتغير في الحالة العقلية، إلى جانب اضطرابات عصبية مختلفة. أُبلغ عن سمات التهاب السحايا. يعاني بعض المرضى من انخفاض شديد في ضغط الدم وصدمة، وقد يحتاجون إلى دخول عاجل إلى وحدة العناية المركزة للأطفال.
إصابة القلب والأوعية الدموية متكررة جدًا. أُبلغ عن التهاب في عضلة القلب (التهاب عضلة القلب). فشل القلب شائع على شكل خلل وظيفي في البطين الأيسر، وتكرر حدوث كسر معاوضة البطين الأيسر حتى أقل من 60%. غالبًا ما تكون الصدمة ناتجة عن عضلة القلب -البطين الأيسر بشكل رئيسي. تعد أعراض الجهاز التنفسي أقل شيوعًا، وليست سمة بارزة عادة. عند وجودها، غالبًا ما ترتبط صعوبات التنفس بالصدمة، وتوحي بفشل القلب. يظهر بعض الأطفال ميزات لعاصفة السيتوكين، بما في ذلك مستويات عالية للغاية من إنترلوكين 6 (IL-6) في الدم، ويحتاجون إلى دعم مؤثر في التقلص العضلي للحفاظ على النتاج القلبي. تشوهات الشريان التاجي، مثل التوسع متكررة. يعاني بعض الأطفال من تمدد الأوعية الدموية في الشريان التاجي. تشوهات تخطيط القلب (إي سي جي) شائعة. تشتمل السمات القلبية الأخرى أحيانًا على التهاب الكيس الليفي المحيط بالقلب (التهاب التامور) وخلل الصمام.
يظهر الأطفال المصابون باستمرار أدلة مخبرية على وجود التهاب مفرط. تشمل العلامات البيولوجية الواضحة للالتهاب بشكل عام معدل ترسيب كريات الدم الحمراء المرتفع بشدة (إي إس آر)، والبروتين التفاعلي سي آر بّي، والبروكالسيتونين، والفيريتين، وآي إل6. يعد انخفاض عدد الصفائح الدموية وضعف تخثر الدم (تجلط الدم) شائعًا أيضًا، مع زيادة مستويات دي-ديمر والفيبرينوجين. تشتمل السمات الدموية الأخرى على ارتفاع عدد خلايا الدم البيضاء (زيادة عدد الكريات البيضاء)، والتي تتميز بأعداد كبيرة من العدلات، مع العديد من الأشكال غير الناضجة، وأعداد قليلة من الخلايا اللمفاوية (اللمفاويات). قد يكون عدد خلايا الدم الحمراء والصفائح الدموية طبيعيًا أو منخفضًا. تعد إصابة الكلى الحادة وانخفاض مستويات الألبومين في الدم (نقص ألبومين الدم) أمرًا شائعًا. أُبلغ عن انخفاض مستويات الصوديوم في الدم وارتفاع إنزيمات الكبد. أُبلغ أيضًا عن تراكمات السوائل في الرئتين (انصباب الجنب)، وحول القلب (الانصباب التاموري)، وفي البطن (الاستسقاء)، بما يتفق مع الذروة العامة.
بالمقارنة مع مرض كاواساكي، يمكن أن تشمل السمات المميزة أعراض الجهاز الهضمي كالقيء والإسهال وآلام البطن مثلًا. يبدو أيضًا أن التورط العصبي متكرر نسبيًا. غالبًا ما يصيب الأطفال الأكبر سنًا، بينما يحدث مرض كاواساكي عادة قبل سن الخامسة. يبدو أن مرض متعدد الأعضاء أكثر شيوعًا. يبدو أن التهاب عضلة القلب والصدمة القلبية شائعان نسبيًا. قد يكون التهاب عضلة القلب أكثر وضوحًا عند الأطفال الأكبر سنًا والمراهقين. يميل أطفال ما قبل المدرسة إلى إظهار المزيد من الخصائص المشابهة لكاواساكي. يبدو أن سمات متلازمة تنشيط البلاعم أكثر شيوعًا من مرض كاواساكي. تشتمل النتائج المعملية المميزة التي لا تُواجه عادةً في مرض كاواساكي مستويات عالية جدًا من الببتيد الناتريوتريك البطيني (علامة على قصور القلب)، بالإضافة إلى انخفاض عدد الصفائح الدموية إلى حد ما، وانخفاض عدد الخلايا اللمفاوية المطلقة، وارتفاع مستويات بروتين سي التفاعلي. مستويات التروبونين المرتفعة جدًا (التي تدل على تلف عضلة القلب) شائعة أيضًا.

### الدورة السريرية
تميل الدورة السريرية إلى أن تكون أكثر حدة من مرض كاواساكي. يمكن أن تتدهور حالة الطفل بسرعة، حتى في وجود نتائج معملية مطمئنة. يصاب العديد من الأطفال بالصدمة وفشل القلب. يتطلب معظمهم رعاية مركزة للأطفال. غالبًا ما تكون هناك حاجة للأكسجين الإضافي، وتستخدم التهوية الميكانيكية في بعض الأحيان. يعيش معظم الأطفال الذين يتلقون رعاية متخصصة متعددة التخصصات. بالإضافة إلى الضائقة التنفسية، يمكن أن تشمل المضاعفات الرئيسية التي قد تحتاج إلى رعاية داعمة قوية تلف عضلة القلب وإصابة الكلى الحادة واعتلال التخثر (تجلط الدم). في بعض الحالات، أدى عدم انتظام ضربات القلب المستمر إلى انهيار الدورة الدموية والحاجة إلى أكسجة الغشاء خارج الجسم (إي سي إم أوه). سُجلت الوفيات في أقلية صغيرة (أقل من 2%) من الحالات المبلغ عنها. من حين لآخر، حدثت الوفيات بعد مضاعفات (إي سي إم أوه). يبدو أن بعض الأطفال الذين تعرضوا لكوفيد-19 يعانون أيضًا من مرض شبيه بمرض كاواساكي. تتعافى وظيفة البطين غالبًا قبل الخروج من المستشفى (غالبًا بعد 6-10 أيام). يمكن أن يتطور تمدد الأوعية الدموية في الشريان التاجي حتى في حالة عدم وجود سمات تشبه خصائص كاواساكي. تواترها وشدتها غير مؤكد. حتى الآن، سُجلت في 7% من الحالات المبلغ عنها. التشخيص على المدى الطويل غير واضح.

## الوبائيات
المعلومات الوبائية محدودة والمعرفة السريرية بهذا المرض مستمدة حاليًا من مراجعة سلسلة الحالات. يُعتبر هذا التشخيص المستجد نادر وحدوثه غير معروف. في ولاية نيويورك، يُعتقد أن حوالي 2 من 100000 فرد دون سن 21 عامًا قد تأثروا بالترافق مع وباء كوفيد-19 هناك (مع وصول عدد الحالات الجديدة إلى ذروتها بعد 31 يومًا من الذروة المحلية للعدوى الفيروسية). بناءً على التقارير المتوفرة، يبدو أن معدل الوفيات بين الحالات التي شُخصت كان حوالي 1.7% (أعلى بشكل ملحوظ من معدل 0.07% المسجل بين الأطفال المصابين بداء كاواساكي في اليابان).
خلص تقييم سريع للمخاطر أجراه المركز الأوروبي للوقاية من الأمراض ومكافحتها إلى أن الخطر العام على الأطفال في الدول التابعة لكل من الاتحاد الأوروبي والمنطقة الاقتصادية الأوروبية والمملكة المتحدة يُعتبر «منخفض للغاية» بناءً على احتمالية «ضعيفة جدًا» لإصابة الأطفال بالمرض وتأثير «كبير» لمرض من هذا النوع.
كشف برنامج رصد وطني في فرنسا، أنشأ للتحقيق في العلاقة الزمنية بين عدوى فيروس كورونا المرتبط بالمتلازمة التنفسية الحادة الشديدة النوع 2 والمتلازمة الالتهابية متعددة الأجهزة، أن 95 من 156 حالة من حالات المرض الشبيه بداء كاواساكي كان قد أبلغ عنها بين 1 مارس و17 مايو 2020 كانت «مؤكدة أو محتملة بعد حالات إصابة بكوفيد-19» مع ذروة للإصابة بين 4-5 أسابيع من ذروة وباء كوفيد-19 في البلاد. أبلغ الأطباء في بيرغامو بإيطاليا عن زيادة واضحة (غير متعلقة بالمواسم) بمقدار 30 ضعفًا في حدوث المرض الشبيه بكاواساكي خلال الأسابيع الستة الأولى بعد وصول عدوى فيروس كورونا المرتبط بالمتلازمة التنفسية الحادة الشديدة النوع 2 إلى هناك، في نفس الوقت الذي كانت بيرغامو تعاني فيه من أعلى معدلات للإصابات والوفيات في إيطاليا.
في المملكة المتحدة، كان عدد الأطفال الذين قُبلوا في العناية المشددة في الكلية الملكية لطب الأطفال وصحة الطفل مع استيفاء معايير المتلازمة الالتهابية متعددة الأجهزة خلال 40 يومًا حتى أبريل وأوائل مايو، بعد الارتفاع الوطني في حالات كوفيد-19، أعلى بـ 11 ضعفًا على الأقل من الاتجاهات السابقة للحالات الالتهابية في طب الأطفال.
كشف تحليل حالات مرض كاواساكي التي أدخلت إلى مركز طب الأطفال في باريس فرنسا عن ارتفاع حاد بدأ بعد أسبوعين من ذروة انتشار وباء كوفيد-19 هناك وهو ما يقابل زيادة في حالات الإصابة بنحو 5 أضعاف. كان لهذه الحالات من باريس ملف سريري حاد مماثل لتلك التي أبلغ عنها في بيرغامو (واختلف عن ملف تعريف مرض كاواساكي الأكثر نموذجية الذي لوحظ في ارتفاع حاد اكتشف حديثًا بعد ذروة جائحة إنفلونزا الخنازير في باريس عام 2009).
يمكن اعتبار الملاحظات من هذا النوع على أنها داعمة لمفهوم أن العدوى بفيروس كورونا المرتبط بالمتلازمة التنفسية الحادة الشديدة النوع 2 من شأنها أن تسبب إصابة بشكل أكثر شدة من داء كاواساكي. سُجلت مجموعات من الحالات الموصوفة حديثًا بعد 3-4 أسابيع من ذروة انتقال فيروس كورونا عبر المجتمعات المحلية المختلفة. التظاهر المتكرر دون الترافق مع أعراض تنفسية بارزة لدى الأطفال الذين لا يبدو أنهم يعانون من عدوى مستمرة بفيروس كورونا ولكنهم طوروا مسبقًا أجسام مضادة للفيروس تشير إلى أن المرض قد يكون مُنساق بآلية مؤجلة ما بعد عدوائية.
يبدو أن متوسط عمر ظهور المرض لا يقل عن 7 سنوات (مقارنة بسنتين لمرض كاواساكي، والذي يصيب بشكل أساسي الأطفال دون سن الخامسة). يبدو أن الأطفال الذكور أكثر عرضة للإصابة (يتماشى بشكل عام مع مرض كاواساكي، إذ بلغت نسبة إصابة الذكور إلى الإناث حوالي 1.5 إلى 1). يبدو أن العديد من الأطفال المصابين لا يشكون من حالات صحية كامنة أخرى، مثل الربو أو اضطرابات المناعة الذاتية، وكانت هناك تقارير قليلة نسبيًا عن أمراض القلب الخلقية المعروفة أو أمراض القلب والأوعية الدموية الموجودة مسبقًا). أكثر من نصف (52%) الأطفال الذين كانت معلوماتهم متاحة لم يكونوا مصابين بأية حالة صحية مسجلة، بما في ذلك السمنة أو زيادة الوزن (من بين أولئك الذين كان لديهم إمراضيات مرافقة، 51% منهم كان يعاني إما من زيادة الوزن أو البدانة).
فيما يتعلق بالعرق، أبرزت التقارير الواردة من فرنسا والمملكة المتحدة احتمال تعرض الأطفال المنحدرين من أصل أفريقي كاريبي لخطر أكبر، ويرجع ذلك بشكل معقول إلى الاستعداد الوراثي. في الولايات المتحدة (اعتبارًا من منتصف يوليو)، صُنفت غالبية الحالات على أنها من أصل هسباني وأمريكي لاتيني (38%) أو سود من أصول غير هسبانية (33%).
استنادًا إلى التقارير المحصورة في أوروبا والولايات المتحدة، يبدو أن الحالة تؤثر على المزيد من الأطفال المنحدرين من أصول أفريقية ومن أصل أفريقي كاريبي ومن أصل هسباني، بينما يصيب مرض كاواساكي عدد أكبر من سكان شرق آسيا وجزر المحيط الهادئ. إن دور العوامل الاجتماعية والاقتصادية والبيئية الأخرى في تفاوتات من هذا النوع غير واضح تمامًا.
فيما يتعلق بالتوزيع الجغرافي، كان هناك التباس حيال ما إذا كانت التقارير الأولية للحالات في أوروبا وأمريكا الشمالية تعكس نمطًا حقيقيًا أو أن الحالة لم يتم التعرف عليها وتشخيصها في المناطق الأخرى. في اليابان ودول أخرى في جنوب شرق وشرق آسيا حيث عادة ما يكون مرض كاواساكي أكثر تفشيًا من أوروبا، لم يُبلغ عن أية حالة إصابة بالمرض الشبيه بداء كاواساكي المرتبط بالإصابة بكوفيد-19 خلال الموجة الأولى من تفشي المرض.
لم يُلاحظ ارتفاع واضح في حالات الإصابة الجديدة بداء كاواساكي في مثل هذه البلدان، بما في ذلك كوريا الجنوبية وسنغافورة. ولم يكن هناك تقرير عن داء كاواساكي أو أعراض تشبه أعراض كاواساكي في الصين القارية.
ظهرت تقارير عن حالات مؤكدة أو مشتبه بها من دول أخرى (بما في ذلك روسيا، الهند، باكستان، كازاخستان، تركيا، إيران، إسرائيل، الجزائر، جنوب إفريقيا وأستراليا) وسجلت شبكة واسعة النطاق لمراقبة داء كاواساكي في أمريكا اللاتينية (ريكام-لاتينا) حالات إصابة بامتلازمة الالتهابية متعددة الأجهزة في جميع الدول الخاضعة للمراقبة.
لا يوجد تعريف تشخيصي محدد لأي من تعريفات الحالات المؤقتة الرئيسية الثلاثة للمرض الجديد. وقد أثيرت المخاوف حيال التأخر في تشخيص داء كاواساكي أو عدم تشخيصه أساسًا بسبب زيادة الشكوك التشخيصية في المرض الجديد والتوجه إليه.
يمكن أن يؤدي سوء تصنيف حالات داء كاواساكي والأمراض الالتهابية والمعدية الأخرى التي تصيب الأطفال والتي تتداخل تعريفاتها مع المتلازمة الالتهابية متعددة الأجهزة إلى حَرف فهم المرض الجديد، مثل تكرار الإصابة بأمهات دم الشرايين التاجية. من دواعي القلق الأخرى أيضًا أنه قد تُغفل الحالات الأقل خطورة من الناحية السريرية للمرض الجديد، وأن النطاق الفعلي لشدة المرض قد يكون أوسع، خاصةً بالنظر إلى الاعتماد على الملاحظات الأولى للمرض الحاد لتحديد الحالة المؤقتة.
استُخدمت بعض النمذجة الإحصائية لاستكشاف التقسيم الفرعي المحتمل للحالات التي تغطي تعريف الحالة الذي اعتمده مركز مكافحة الأمراض والوقاية منها  إلى ثلاث مجموعات فرعية مستقلة بناءً على أوجه التشابه السريرية الأساسية: الصنف الأول، يتميز باختلال واضح متعدد الأعضاء مع القليل من التداخل مع داء كاواساكي أو الحالة الحادة من كوفيد-19، الصنف الثاني، يتميز بأعراض تنفسية نموذجية للطور الحاد للإصابة بكوفيد-19، الصنف الثالث، قليل الشدة من ناحية الأعراض السريرية، إذ يسود الطفح والأعراض المخاطية على الصورة السريرية مع تورط عدد قليل من الأعضاء وتداخل أكبر بشكل عام مع داء كاواساكي. كان الاقتراح بأن النظر في حالات داء كاواساكي والمرض المحدد بالتزامن قد يدعم البحث في بيولوجيا المرض موضع نقاش.
من غير الواضح ما إذا كانت الحالة مقتصرة على الأطفال، وقد شُكك في مدى ملاءمة استبعاد البالغين من تعريفات الحالة.

## خلفية تاريخية
سُجلت حالات الإصابة بمرض كاواساكي مع الإصابة المتزامنة بسارس-كوف-2 بين الأطفال في أوروبا والولايات المتحدة منذ 7 أبريل 2020، عندما نُشر تقرير من قبل الأكاديمية الأمريكية لطب الأطفال بخصوص حالة مرض كاواساكي الكلاسيكي عند فتاة تبلغ من العمر ستة أشهر أثبت إصابتها بكوفيد-19 في كاليفورنيا. في هذه الحالة، لا يبدو أن لكوفيد-19 آثار سريرية مهمة.
في 25 أبريل، أثيرت مخاوف في البداية في المملكة المتحدة فيما يتعلق بمجموعة من الأطفال من مختلف الأعمار يعانون من حالة التهابية متعددة الأجهزة تتطلب عناية مركزة، والذين أظهروا جميعًا سمات متداخلة لمتلازمة الصدمة السامة ومرض كاواساكي اللانمطي مع معايير الدم المتسقة مع كوفيد-19 الشديد عند الأطفال. أبلِغ لاحقًا عن تفاصيل الحالات الثماني التي ساعدت في إطلاق هذا التنبيه (ولم يُصاب جميعها بكوفيد-19) في مجلة لانسيت، إذ لخص المؤلفون الصورة السريرية على أنها متلازمة شديدة الالتهاب مع إصابة أعضاء متعددة مشابهة لمتلازمة صدمة مرض كاواساكي. تشارك الأطباء في جميع أنحاء أوروبا حسابات الحالات المماثلة -بما في ذلك بعض الحالات التي بدت أقل خطورة من الناحية السريرية- بشكل غير رسمي. حدد نظام الإنذار المبكر والاستجابة التابع للاتحاد الأوروبي الحالات المشتبه فيها في النمسا وألمانيا والبرتغال والتي أثبِت إصابتها بفيروس سارس-كوف-2. في بيرغامو، في منطقة الانتشار الرئيسية لجائحة كوفيد-19 في لومباردي، بدا أن مجموعة من 20 حالة من حالات مرض كاواساكي تعادل تقريبًا العدد المسجل بشكل شائع هناك على مدار ثلاث سنوات. في فرنسا، أفادت الحكومة في 29 أبريل أن حوالي 15 طفلًا كانوا في مستشفى في باريس يعانون من أعراض مرض كاواساكي، وهي ملاحظة دفعت إلى تنظيم برنامج مراقبة وطني للحالات الأخيرة لمرض يشبه كاواساكي.
في 1 مايو، نشرت الكلية الملكية لطب وصحة الأطفال تعريفًا أوليًا للحالة بناءً على مراجعة خصائص الحالات التي حُددت في المملكة المتحدة، مصحوبة ببعض الإرشادات السريرية. بعد أسبوعين، في 15 مايو، نُشر تعريفين أوليين إضافيين للحالة بشكل منفصل من قبل منظمة الصحة العالمية ومركز السيطرة على الأمراض، في حين أصدر مركز مكافحة الأمراض والوقاية منها تقييمًا سريعًا للمخاطر للحالة نيابة عن الاتحاد الأوروبي. في الأسابيع التالية، أصدر المزيد من الإرشادات السريرية من قبل منظمات طبية أخرى، بما في ذلك المعاهد الوطنية للصحة والكلية الأمريكية لأمراض الروماتيزم والأكاديمية الأمريكية لطب الأطفال. في 4 مايو، أصدرت إدارة الصحة والسلامة العقلية بمدينة نيويورك تنبيهًا لتحديد الأطفال المصابين بهذه الحالة في مستشفيات مدينة نيويورك، إذ عولج 15 حالة من هذا القبيل بالفعل. في 9 مايو، أعلن حاكم نيويورك، أندرو كومو، عن تعاون مع مركز السيطرة على الأمراض للمساعدة في تطوير معايير وطنية للتعرف على المرض الذي يصيب الأطفال الذي حُدد حديثًا والاستجابة له.
بحلول 12 مايو، أبلِغ عن حوالي 230 حالة مشتبه بها في جميع أنحاء الاتحاد الأوروبي والمنطقة الاقتصادية الأوروبية، وفي المملكة المتحدة (في الأيام التالية، أبلغت المصادر عن ما يصل إلى 100 حالة في المملكة المتحدة وأكثر من 135 في فرنسا و20 في هولندا و10 في سويسرا و10 في ألمانيا). في الولايات المتحدة، اشتُبه بأكثر من 200 حالة بحلول منتصف مايو، بما في ذلك حوالي 145 في نيويورك. شُخص 186 حالة مؤكدة في النهاية بين 15 مارس و 20 مايو في 26 ولاية أمريكية. اعتبارًا من 11 مايو 2020، أبلِغ عن خمس وفيات (1 في فرنسا، 1 في المملكة المتحدة، 3 في الولايات المتحدة). في المجلات الطبية الخاضعة لمراجعة الأقران، أبلِغ بسرعة عن سلسلة الحالات والدراسات ذات الصلة للحالة الجديدة من دول بما في ذلك المملكة المتحدة وإيطاليا وإسبانيا وفرنسا وسويسرا وعبر الولايات المتحدة، بما في ذلك نيويورك. اقترحت الملاحظات الناشئة تنوعًا أكبر إلى حد ما في شدة الأعراض مما كان يعتقد في الأصل. أثار اقتراح إنشاء كيان سريري جديد أثناء الجائحة نقاشًا علميًا حول إمكانية تمييزه عن مرض كاواساكي، والدور المحتمل لكوفيد-19.
بحلول 15 يوليو، سُجِل 342 حالة مؤكدة بالمتلازمة الالتهابية متعددة الأجهزة لدى الأطفال (بما في ذلك 6 حالات وفاة) في الولايات المتحدة عبر 36 ولاية بالإضافة إلى واشنطن العاصمة. كان معظم الأطفال (71%) من أصل هسباني/لاتيني أو سود من غير أصل إسباني، وشدد مركز السيطرة على الأمراض على الحاجة إلى معرفة أسباب كثرة الحالات. بحلول 29 يوليو، أبلِغ عن إجمالي 570 حالة و10 وفيات في 40 ولاية وواشنطن العاصمة ومدينة نيويورك.
حتى أواخر مايو، لم تُوثق أي حالة مؤكدة خارج الاتحاد الأوروبي/ المنطقة الاقتصادية الأوروبية/ المملكة المتحدة والولايات المتحدة الأمريكية. لم تُلاحظ أي حالة مشبوهة في شرق آسيا أو جنوب شرق آسيا (أو في أستراليا أو نيوزيلندا). أدى عدم وجود حالات موثقة في الصين ودول آسيوية أخرى كانت قد تعرضت بالفعل لجائحة كوفيد-19 إلى تخمينات بشأن إمكانية تطور كبير للفيروس، أو اختلافات في القابلية للإصابة في مجموعات سكانية مختلفة. في 2 يونيو، ظهرت أنباء عن تشخيص أول حالة إصابة بالمتلازمة الالتهابية متعددة الأجهزة لدى الأطفال في بيرو. في البرازيل، أبلِغ عن حالات المتلازمة الالتهابية متعددة الأجهزة لدى الأطفال في ساو باولو، وفي سياق دراسة احتمالية في بارا؛ أدخل المزيد من الأطفال الذين يعانون من مظاهر متأخرة حادة من كوفيد-19 إلى وحدات العناية المركزة للأطفال في المنطقة. في شيلي، سُجلت 42 حالة مؤكدة بالمتلازمة الالتهابية متعددة الأجهزة لدى الأطفال على الصعيد الوطني بحلول 28 يونيو، بما في ذلك 27 في العاصمة سانتياغو. في روسيا، عولج 13 طفلًا (5 في العناية المركزة) بحلول منتصف يونيو مصابين بالمتلازمة الالتهابية متعددة الأجهزة في مستشفى موروزوف للأطفال في موسكو، بما في ذلك فتاة تبلغ من العمر عامين مصابة بكوفيد-19 وتوفيت في 23 مايو بعد تشخيص الأولي لاحتمال إصابتها بمرض كاواساكي. في إيران، وصف تقرير حالة (قُدم لأول مرة في مايو) حالة متلازمة التهابية متعددة الاجهزة لدى الأطفال الحادة لفتاة تبلغ من العمر 5 سنوات أصيبت بصدمة وشُخصت في البداية بمرض كاواساكي، وسُجلت حالات أخرى للمتلازمة الجديدة. في الهند، أبلِغ عن حالة اشتباه بالمتلازمة الالتهابية متعددة الأجهزة لدى الأطفال في أواخر مايو تتعلق بطفل مصاب بكوفيد-19 في ولاية كيرالا. حث تعليق تحريري الأطباء على أن يكون لديهم مستوى عالٍ من الشك التشخيصي واتباع تعريفات منظمة الصحة العالمية ومركز السيطرة على الأمراض لتسهيل التعرف على الحالات وعلاجها في الوقت المناسب.
خلال شهر يوليو، حُددت الحالات المشتبه بها وأبلِغ عنها في مومباي ودلهي وتشيناي وأماكن أخرى. في باكستان، قيل إن ما لا يقل عن 24 طفلًا يعانون من أعراض تشبه أعراض كاواساكي في لاهور، حيث حُدد 8 حالات تستوفي معايير منظمة الصحة العالمية الاحتمالية بحلول 30 يونيو. في كازاخستان، كان هناك 14 حالة إيجابية بحلول 20 أغسطس (من بين 2357 طفلًا من المعروف أنهم أصيبوا). سُجلت حالات في إسرائيل، بما في ذلك حالة لطفل يعاني من إصابة شديدة في الجهاز العصبي المركزي ونقص في التكميل. في تركيا، ورد أن أربعة أطفال يعانون من مرض يشبه كاواساكي ربما يكون مرتبطًا بكوفيد-19 قد أدخلوا إلى مستشفى الأطفال بجامعة هاسيتيبي في أنقرة بين 13 أبريل و11 يوليو. في الجزائر، سُجلت أول حالة في يونيو. في مصر، نفت السلطات في 10 يوليو شائعات عن وجود حالات إصابة بمرض يشبه كاواساكي في البلاد. في جنوب إفريقيا، عولج أول 23 طفلًا مصابًا في كيب تاون، المركز الأولي لجائحة كوفيد-19 في البلاد- بين 4 يونيو و24 يوليو. في الإكوادور، أعلنت وزارة الصحة في 19 يوليو عن وجود 46 حالة محتملة. في كوستاريكا، أعلنت المنظمة الوطنية للصحة العامة قرب نهاية أغسطس أنه شُخص إصابة ثلاثة أطفال بالمتلازمة الالتهابية متعددة الأجهزة لدى الأطفال. سُجلت أيضًا حالات إصابة بالمتلازمة الالتهابية متعددة الأجهزة لدى الأطفال في العديد من بلدان أمريكا اللاتينية الأخرى، بما في ذلك الأرجنتين وبوليفيا وكولومبيا وكوبا وجمهورية الدومينيكان والسلفادور وغواتيمالا وهندوراس والمكسيك ونيكاراغوا وبنما وأوروغواي وفنزويلا، بالإضافة إلى بورتوريكو. ظهرت أنباء عن أول حالة مؤكدة للمتلازمة الالتهابية متعددة الأجهزة لدى الأطفال في أستراليا (من فيكتوريا) في 4 سبتمبر، إلى جانب أنباء عن حالات أخرى مشتبه بها قيد المراجعة.
بدأت حالة مماثلة في الظهور عند بعض البالغين. في يونيو، وُصفت حالة البالغين المصابين بالمتلازمة الالتهابية متعددة الأجهزة التي تشبه كاواساكي بعد الإصابة بسارس-كوف-2 في امرأة تبلغ من العمر 54 عامًا من إسرائيل وليس لديها تاريخ من أمراض المناعة الذاتية، التي عانت من التهاب القزحية في كلتا العينين. (حظيت حالة شخص بالغ مشتبه به آخر بتغطية في الصحافة الوطنية الإسرائيلية). أبلِغ من نيويورك عن حالة تتعلق بامرأة أمريكية من أصل هسباني تبلغ من العمر 36 عامًا ذات سمات سريرية تتوافق مع الملتلازمة الالتهابية متعددة الأجهزة لدى الأطفال. أبلِغ أيضًا عن تشخيص متوافق مع المتلازمة الالتهابية متعددة الأجهزة لدى الأطفال عند رجل بريطاني المولد يبلغ من العمر 21 عامًا من أصل صومالي. دعا تقرير حالة نُشر في ذا لانسيت بشأن رجل من أصل هسباني يبلغ من العمر 45 عامًا قدم في نيويورك بميزات تشبه إلى حد كبير المتلازمة الالتهابية متعددة الأجهزة لدى الأطفال إلى التنبه بحالة محتملة تشبه المتلازمة الالتهابية متعددة الأجهزة عند الأطفال عند البالغين. ظهرت تقارير أخرى عن المتلازمة الالتهابية متعدد الأجهزة المرتبطة بالتعرض لكوفيد-19 عند البالغين. في أكتوبر، أبلغ مركز السيطرة على الأمراض عن الحالة وأطلق عليها اسم المتلازمة الالتهابية متعدد الأجهزة عند البالغين. طُرحت أسئلة بخصوص العلاقة المحتملة بين المتلازمة الالتهابية متعددة الأجهزة لدى الأطفال وبعض المظاهر الحادة لكوفيد-19 لدى البالغين.